# その名にちなんで (映画)
『その名にちなんで』（The Namesake）は、インドから米国に移民した家族を描いたジュンパ・ラヒリのベストセラー小説『その名にちなんで』をインド出身の映画監督ミーラー・ナーイルが映画化したホームドラマ映画。

## 概要
新人作家としてきわめて異例なピューリッツァー賞を受賞しているインド系米国人作家ジュンパ・ラヒリが2003年に発表した同名の長編小説が原作となっている。
ジュンパ・ラヒリは西ベンガル出身の両親を持っており、小説でベンガルから渡米した夫婦の30年間におよぶ生活を描いた。とりわけその妻の描写に着目したナーイル監督は、本作を製作・監督するにあたって、自身のインドからの渡米体験をも重ね合わせて映像化した。ナーイル監督は、原作を読んだ頃に実の母のように慕っていた義母を失う経験をしたばかりだったため、「私の悲しみを同じように理解してくれる人に出会えた」と感じ、また原作に出てくる母親のたどった道が自身の体験とほぼ同じという思いから映画化に踏み切った。
映題のNamesake は「名前をもらった人」を意味する。ロシア人作家のニコライ・ゴーゴリの名前から、ゴーゴリと名づけられたインド系二世米国人として育つ息子の名前をめぐる物語を軸とし、インドから移民した両親の伝統的価値観と、米国ニューヨークに生まれ育った子どもたちのアイデンティティとの葛藤を描き、親子の愛情、家族の絆、そのすれ違いや関係修復への努力を浮き彫りにしていく。インドと米国の二つの文化、ニューヨークとコルカタ（カルカッタ）の二つの都市、親子二つの世代を描いた作品となっているが、ナーイル監督自身は「おそらくこれまでの私の作品の中で最もパーソナルな作品」だと述べている。
脚本は、ナーイル監督の商業映画出世作となった『サラーム・ボンベイ!』（1988年）で原案･脚本を手がけ、『ミシシッピー・マサラ』（1991年）でも脚本を務めたソーニー・ターラープルワーラー (Sooni Taraporevala) が担当した。

## キャスト
| 役名                 | 俳優                 | 日本語吹替 |
| -------------------- | -------------------- | ---------- |
| ゴーゴリ・ガングーリ | カル・ペン           | 草尾毅     |
| アシマ・ガングーリ   | タッブー             | 麻上洋子   |
| アショケ・ガングーリ | イルファーン・カーン | 石井隆夫   |
| マクシーン           | ジャシンダ・バレット | 園崎未恵   |
| モウシュミ           | ズレイカ・ロビンソン |            |
| ソニア               | サヒラ・ナイール     | 佐古真弓   |

- その他の声の吹き替え：山田みほ／柴井伶太／秋元羊介／竹口安芸子／牛山茂／西宏子／島香裕／野沢由香里／宇垣秀成／上村典子／木下浩之／魚建／加納千秋／杉山大／松岡大介／岡林史泰／徳本恭敏／中塚玲

## 原作
- ジュンパ・ラヒリ『その名にちなんで』（小川高義訳）、新潮社、2004年7月、ISBN 4105900404
- Jhumpa Lahiri, The Namesake, Houghton Mifflin, September 2003, ISBN 0395927218

## 学術的参考文献
- 山口和彦「ディアスポラ映画のジレンマ ― 『その名にちなんで』における成長物語・家族物語・アイデンティティ政治」、『交錯する映画 ― アニメ・映画・文学』、映画学叢書（加藤幹郎監修、杉野健太郎編、ミネルヴァ書房、2013年3月）所収。